# Diocesi di Santa Rosa
La diocesi di Santa Rosa (in latino Dioecesis Sanctae Rosae in Argentina) è una sede della Chiesa cattolica in Argentina suffraganea dell'arcidiocesi di Bahía Blanca. Nel 2023 contava 179.700 battezzati su 366.022 abitanti. La sede è vacante.

## Territorio
La diocesi comprende la provincia di La Pampa in Argentina.
Sede vescovile è la città di Santa Rosa, dove si trova la cattedrale di Santa Rosa da Lima.
Il territorio si estende su 143.440 km² ed è suddiviso in 25 parrocchie.

## Storia
La diocesi è stata eretta l'11 febbraio 1957 con la bolla Quandoquidem adoranda di papa Pio XII, ricavandone il territorio dalle diocesi di Bahía Blanca (oggi arcidiocesi) e di Mercedes (oggi arcidiocesi di Mercedes-Luján).
Il 30 ottobre 1963 papa Paolo VI dichiarò santa Rosa da Lima patrona principale della diocesi.

## Cronotassi dei vescovi
Si omettono i periodi di sede vacante non superiori ai 2 anni o non storicamente accertati.
- Jorge Mayer † (13 marzo 1957 - 31 maggio 1972 nominato arcivescovo di Bahía Blanca)
- Adolfo Roque Esteban Arana † (23 febbraio 1973 - 6 agosto 1984 nominato vescovo di Río Cuarto)
- Atilano Vidal Núñez † (24 maggio 1985 - 28 giugno 1991 deceduto)
- Rinaldo Fidel Brédice † (31 gennaio 1992 - 24 giugno 2008 ritirato)
- Mario Aurelio Poli (24 giugno 2008 - 28 marzo 2013 nominato arcivescovo di Buenos Aires)
- Raúl Martín (24 settembre 2013 - 28 maggio 2025 nominato arcivescovo di Paraná)

## Statistiche
La diocesi nel 2023 su una popolazione di 366.022 persone contava 179.700 battezzati, corrispondenti al 49,1% del totale.
| anno | popolazione | popolazione | popolazione | presbiteri | presbiteri | presbiteri | presbiteri                | diaconi | religiosi | religiosi | parrocchie |
| anno | battezzati  | totale      | %           | numero     | secolari   | regolari   | battezzati per presbitero | diaconi | uomini    | donne     | parrocchie |
| ---- | ----------- | ----------- | ----------- | ---------- | ---------- | ---------- | ------------------------- | ------- | --------- | --------- | ---------- |
| 1965 | 159.000     | 170.000     | 93,5        | 44         | 14         | 30         | 3.613                     |         | 31        | 62        | 20         |
| 1970 | 165.000     | 180.000     | 91,7        | 46         | 16         | 30         | 3.586                     |         | 32        | 74        | 24         |
| 1976 | 119.856     | 172.300     | 69,6        | 38         | 9          | 29         | 3.154                     |         | 31        | 66        | 20         |
| 1980 | 162.000     | 181.000     | 89,5        | 28         | 6          | 22         | 5.785                     |         | 24        | 64        | 18         |
| 1990 | 200.000     | 270.000     | 74,1        | 37         | 10         | 27         | 5.405                     |         | 30        | 51        | 27         |
| 1999 | 270.703     | 305.023     | 88,7        | 27         | 9          | 18         | 10.026                    |         | 22        | 56        | 26         |
| 2000 | 260.000     | 305.110     | 85,2        | 27         | 11         | 16         | 9.629                     |         | 21        | 50        | 26         |
| 2001 | 239.470     | 299.337     | 80,0        | 42         | 21         | 21         | 5.701                     |         | 25        | 49        | 26         |
| 2002 | 238.996     | 298.745     | 80,0        | 39         | 18         | 21         | 6.128                     |         | 24        | 44        | 27         |
| 2003 | 244.273     | 302.273     | 80,8        | 42         | 21         | 21         | 5.816                     |         | 25        | 46        | 27         |
| 2004 | 248.348     | 299.294     | 83,0        | 39         | 20         | 19         | 6.367                     |         | 22        | 57        | 27         |
| 2010 | 169.000     | 341.456     | 49,5        | 39         | 24         | 15         | 4.333                     | 3       | 18        | 55        | 26         |
| 2014 | 176.000     | 357.516     | 49,2        | 36         | 22         | 14         | 4.888                     | 1       | 15        | 50        | 26         |
| 2017 | 171.600     | 349.299     | 49,1        | 41         | 29         | 12         | 4.185                     | 1       | 15        | 49        | 26         |
| 2020 | 176.900     | 360.100     | 49,1        | 39         | 29         | 10         | 4.535                     | 5       | 25        | 44        | 25         |
| 2022 | 177.584     | 361.653     | 49,1        | 33         | 28         | 5          | 5.381                     | 4       | 20        | 44        | 25         |
| 2023 | 179.700     | 366.022     | 49,1        | 30         | 27         | 3          | 5.990                     | 4       | 10        | 28        | 25         |